# 4047 Chang'E
För andra betydelser, se Chang'e (olika betydelser).
4047 Chang'E eller 1964 TT2 är en asteroid i huvudbältet som upptäcktes den 8 oktober 1964 av Purple Mountain-observatoriet i Nanjing, Kina. Den är uppkallad efter den kinesiska mångudinnan Chang'e.
Asteroiden har en diameter på ungefär 10 kilometer.